# Y a erreur
Pour plus de détails, voir Fiche technique et Distribution.
Y'a erreur, ou Gilberte exagère, est un film français de moyen métrage réalisé par Georges Tzipine en 1932, sorti en 1933.

## Synopsis
Deux amis se brouillent à la suite d'un quiproquo au sujet d'une lettre.

## Fiche technique
- Réalisation et musique : Georges Tzipine
- Directeur de la photographie : Maurice Guillemin
- Production : Félix Méric, Jacques Noël
- Sociétés de production : Films Méric, Société Cinématographique pour l'Enseignement et la Propagande (SCEP)
- Distribution : France Film Distribution
- Pays :  France
- Format : Noir et blanc - 35 mm - 1,37:1 - Mono
- Durée : 52 minutes
- Genre : moyen métrage comique
- Sortie à Paris : 17 mars 1933 (dans une version de 45 minutes)

## Distribution
- Pierre Dac
- Robert Ancelin
- Christiane Delyne
- Jacqueline Ford
- Marfa Dhervilly
- Odette Varenne